# 遠藤史人
遠藤 史人（えんどう ふみひと、2003年5月28日 - ）は、日本の元俳優。神奈川県出身。かつてはヒラタオフィスに所属していた。

## 来歴
幼少期にふじのキッズシアターに所属。オーディションを経て、同団体製作の映画『藍色少年少女』の主人公・テツオ役に抜擢され、これが映画作品初出演作となる。撮影は2013年夏に行われ、遠藤は当時10歳だった。同作は2016年1月3日から5日限定で渋谷ユーロライブにて一般劇場公開されたのち、映画祭の出品を経て2019年7月26日から全国順次ロードショーとなった。
2019年公開の専門学校東京ビジュアルアーツ卒業制作の短編映画『透明人間☆田村透』に主演。撮影当時、中学3年生ながら、大学1年生の役を演じた。
2022年時点でヒラタオフィスへの所属が確認できなくなっており、俳優活動の継続が確認できない。

## 人物・エピソード
特技は絵を描くことや歌うこと。
映画『藍色少年少女』のオーディションでは、抜群の芝居を見せたという。同作でプロデューサーも務めた俳優の結城貴史はオーディションの映像を見て、遠藤が自意識や恥ずかしさを見せずにシチュエーションに没入しており、「なんちゅうナチュラルな芝居をするんだ」と思ったという。オーディションの対象だったふじのキッズシアターは、演技のプロを育てることを目的としておらず演技の教育をしていなかったことから、逆に遠藤の独特のやり方で自分の持っているものを出せる芝居ができていたという。同作の監督の倉田健次はオーディション現地におり、遠藤の泣く演技を見た際にいい意味でドン引きしたと語っており、「あのレベルできる子役、日本ではほぼいないと思います」と高く評価した。

## 出演

### 映画
- 藍色少年少女（2016年1月3日公開・2019年7月26日全国公開、アルミード、監督：倉田健次） - 主演・星野テツオ 役[9]　※三宅花乃とのダブル主演[10]
- 情操家族（2017年製作、劇場未公開、監督：竹林宏之） - 小野三四郎 役　※東京藝術大学大学院映像研究科映画専攻 第11期生修了作品[11]
- レミングスの夏（2017年10月1日公開、オムロ、監督：五藤利弘） - 松田基夫（モトオ） 役[12]
- 透明人間☆田村透（2019年11月16日公開、東京ビジュアルアーツ、監督：米山耕太） - 主演・田村透 役

### テレビドラマ
- ショートショート木皿泉劇場「道草」 第二夜『平田家の人々』（2017年12月16日、NHK BSプレミアム）[13] - コンドー君 役
- 世にも奇妙な物語 '19秋の特別編「恵美論」（2019年11月9日、フジテレビ） - 五十嵐 役
- 真夏の少年〜19452020 第3話（2020年8月14日、テレビ朝日） - 邦男 役
- 夢中さ、きみに。 第2話・第5話（2021年1月14日・2月4日、毎日放送） - 竹田 役
- ここは今から倫理です。 第7話（2021年3月6日、NHK総合） - 関口 役
- 24時間テレビ ドラマスペシャル『生徒が人生をやり直せる学校』（2021年8月21日、日本テレビ） - 橋本史人 役[14]

### ウェブドラマ
- ふたりモノローグ 第4話・第6話（2017年10月30日・11月13日、AbemaTV[注 1]） - 森下 役

### ラジオドラマ
- FMシアター『僕の光』（2018年9月8日、NHK-FM） - 三木直人 役

### 広告
- 日清シスコ ココナッツサブレ「食べたみが無限」篇（2020年10月）